# Gressey
Gressey là một xã thuộc tỉnh Yvelines, trong vùng Île-de-France, Pháp, cách 22 km environ về phía đông bắc của Dreux và 24 km về phía tây nam của Mantes-la-Jolie.
Xã này giáp các xã: Saint-Lubin-de-la-Haye về phía tây, Boissets và Civry-la-Forêt về phía bắc, Richebourg về phía đông và Houdan về phía nam.
Kinh tế chủ yếu là nông nghiệp.